# Rômulo Cabral
Rômulo Cabral Pereira Pinto, noto come Rômulo Cabral o semplicemente Rômulo (Rio de Janeiro, 2 novembre 1991), è un calciatore brasiliano, attaccante o centrocampista del Bela Vista.

## Carriera
La carriera senior di Rômulo è iniziata nella Friburguense, formazione impegnata nel campionato dello stato di (Campeonato Carioca). La sua permanenza è durata fino all'aprile 2014, quando il consiglio di amministrazione della società lo ha lasciato partire in anticipo di qualche mese rispetto alla data di scadenza originale del contratto, originariamente fissata per il 31 luglio 2014. Il giocatore aveva già firmato un pre-contratto con il Joinville, in Série B, a fronte di un'offerta economica più vantaggiosa.
Un mese più tardi Rômulo ha firmato un contratto con l'Atlético Paranaense, squadra in cui non ha trovato spazio tanto da essere girato in prestito al Ferroviária (nella stagione 2014) e al Paulista (nel 2015).
Una volta terminato il contratto con l'Atlético Paranaense nell'estate 2015, Rômulo ha fatto ritorno al suo vecchio club, la Friburguense. Nella seconda metà dell'anno 2015 ha disputato la Copa Rio, mentre nei primi tre mesi del 2016 è sceso in campo nel Campeonato Carioca.
Nel marzo 2016 è volato a Stoccolma per firmare con gli svedesi dell'Hammarby. Alla decima giornata ha segnato il suo primo gol nel campionato di Allsvenskan, aprendo le marcature nella sconfitta interna per 2-3 contro il Malmö FF. Oltre quattro mesi più tardi ha realizzato la seconda rete stagionale, per il definitivo 0-1 sul campo dell'Helsingborg. In occasione del successivo incontro casalingo, Rômulo è stato il protagonista del derby di ritorno contro i rivali del Djurgården, avendo siglato una tripletta che ha permesso ai biancoverdi di ribaltare il risultato dallo 0-2 al definitivo 4-2. Il 4 giugno 2017 ha deciso nuovamente il derby contro il Djurgården, con una doppietta che ha permesso all'Hammarby di capovolgere il risultato e vincere l'incontro. A fine stagione non gli è stato rinnovato il contratto in scadenza.
Nel gennaio del 2018 ha iniziato a giocare per la squadra thailandese del Suphanburi. Un anno più tardi, sempre a gennaio, è approdato in prestito al BG Pathum United militante nella Thai League 2, il secondo livello del calcio locale.
La stagione 2020 l'ha trascorsa in Giappone al Sagamihara, club che a fine anno ha centrato la promozione dalla J3 League alla J2 League anche grazie ai 13 gol di Rômulo. Con i nipponici ha iniziato anche l'annata 2021, ma nel maggio dello stesso anno è stato rilasciato dopo un avvio da zero gol in nove partite ed è tornato a far parte di un club brasiliano con il trasferimento al Volta Redonda in Série C.
Nel gennaio 2022 è tornato nuovamente in campo in Thailandia, questa volta con il Khon Kaen United. Con i rossoneri è rimasto circa un anno solare, nel quale ha totalizzato 5 gol e 4 assist in 27 partite tra campionato e coppe. Alla fine dell'anno è stato girato in prestito ad un'altra squadra della Thai League 1, ovvero il Police Tero.
Dall'estate 2023 è rimasto svincolato per alcuni mesi, poi l'11 marzo 2024 si è unito a parametro zero all'IF Karlstad Fotboll nella terza serie svedese, tornando dunque a giocare nel paese scandinavo a più di 6 anni di distanza dalla sua precedente parentesi all'Hammarby.